# Université préfectorale d'Akita
L'université préfectorale d'Akita (秋田県立大学, Akita kenritsu daigaku) est une université publique du Japon située dans la ville d'Akita.